# 23186 Knauss
23186 Knauss è un asteroide della fascia principale esterna. Scoperto nel 2000, presenta un'orbita caratterizzata da un semiasse maggiore pari a 3,997279 UA e da un'eccentricità di 0,124113, inclinata di 13,075842° rispetto all'eclittica. Ha un diametro di 28,210 km, un periodo di rotazione di 5,003 ore e un'albedo di 0,081.
Fa parte del gruppo dinamico di asteroidi Hilda, che si trova in risonanza 2:3 col pianeta Giove.
Tracy Knauss è un'astronoma dilettante americana, molto conosciuta nella comunità di appassionati del Texas per i suoi meticolosi schizzi di oggetti del cielo profondo. È Direttrice dell'Astronomia presso il George Observatory a Needville, in Texas. Tracy continua a condividere la sua passione per il cielo notturno e ispira gli altri attraverso il suo entusiasmo, la sua guida e la sua amicizia.